# Acanthopharyngoides scleratus
Acanthopharyngoides scleratus is een rondwormensoort uit de familie van de Desmodoridae. De wetenschappelijke naam van de soort is voor het eerst geldig gepubliceerd in 1936 door Chitwood.